# Sis dies de Winnipeg
Els Sis dies de Winnipeg era una cursa de ciclisme en pista, de la modalitat de sis dies, que es corria a Winnipeg (Canadà). Només es va disputar una edició.

## Palmarès
| Any  | Primers                      | Segons                       | Tercers                              |
| ---- | ---------------------------- | ---------------------------- | ------------------------------------ |
| 1948 | Charles Bergna · Cecil Yates | Emile Ignat · Henri Surbatis | Francis Grauss · Marcel Guimbretiere |